# 23rd 스트리트 그라운즈
23rd 스트리트 그라운즈(23rd Street Grounds)은 미국 일리노이주 시카고에 위치한 야구장이다. 과거 MLB 시카고 화이트 스타킹스의 홈구장으로 사용했다.